# 툴버그부드러운털쥐
툴버그부드러운털쥐(Praomys tullbergi)는 쥐과에 속하는 설치류의 일종이다. 앙골라와 베넹, 카메룬, 콩고, 콩고민주공화국, 코트디부아르, 적도기니, 가봉, 감비아, 가나, 기니, 라이베리아, 말리, 나이지리아, 세네갈, 시에라리온, 토고에서 발견되며, 부르키나 파소와 기니비사우에서도 서식하는 것으로 추정된다. 자연 서식지는 아열대 또는 열대 기후 지역의 습윤 저지대 숲과 습윤 저산대 숲이다.